# Shéhérazade
Shéhérazade (br O Califa de Bagdá) é um filme francês de 1963, dos gêneros aventura, épico e romance, dirigido por Pierre Gaspard-Huit, roteirizado pelo diretor, José Gutiérrez Maesso e Marc-Gilbert Sauvajon, com música de André Hossein.

## Sinopse
Cavaleiro emissário do rei da França salva uma princesa de um ataque no deserto do Saara. Apesar de ela ser prometida a um poderoso califa, apaixona-se por ela.

## Elenco
- Anna Karina ....... Shéhérazade
- Gérard Barray ....... Renaud de Villecroix
- António Vilar ....... Haroun-al-Raschid
- Giuliano Gemma ....... Didier
- Marilù Tolo ....... Shirin
- Fausto Tozzi ....... Barmak
- Gil Vidal ....... Thiérry
- Jorge Mistral ....... grão-vizir Zaccar
- Fernando Rey
- Joëlle LaTour ....... Anira